# I cavalieri del deserto
I cavalieri del deserto è un film incompiuto, prodotto nel 1942, diretto da Gino Talamo e Osvaldo Valenti.